# 三輪執斎
三輪 執斎（みわ しっさい、寛文9年（1669年） - 寛保4年1月25日（1744年3月9日））は江戸時代中期の儒学者。諱は希賢（まれかた）、通称は善蔵、号は執斎、躬耕廬。贈正五位。
佐藤直方に朱子学を学び、中江藤樹の著作より陽明学に傾倒した。中院通茂に和歌を学んだ。

## 生涯
執斎は京都綾小路通東洞院東入ル神明町南側の医者沢村自三の子として寛文9年（1669年）誕生した。延宝7年（1679年）に母都次が、天和元年（1681年）父が死去し、父の従弟で白木屋創業者初代大村彦太郎に引き取られた。成人後は真野氏の養子となった。
貞享4年（1686年）江戸に下った。江戸行に関しては、北野天満宮で2歳上の大村彦太郎と立身出世を誓い合ったとの逸話が伝えられるが、大村とは養父養子の間柄であり、大村側の年譜にも合わず、俗説に過ぎない。江戸到着後、山崎闇斎門下の上野厩橋藩藩儒・佐藤直方に入門し、江戸城大手門前の同藩上屋敷を住まいとした。元禄3年（1690年）1月6日には京屋敷での講義を任される程となっており、春には10人扶持の俸禄を得、後に30人扶持となった。元禄6年（1693年）には直方に従って前橋城下に至り、北西にある橘山を訪れている。佐藤の指導の下朱子学の学習に励む一方、次第に陽明学に傾倒していった。
元禄8年（1695年）、禄を辞して本郷菊坂に移った。執斎の陽明学への傾倒が原因とも、藩主・酒井忠挙が祐天上人に傾倒したためともいう。
元禄10年（1697年）京都に帰り、愛宕郡上賀茂村神山に住んだ。そこで、当時京都所司代の任にあった丹波篠山藩主・松平信庸に教えを請われた。信庸は酒井忠挙の妹彦姫を正室としており、その伝と考えられる。元禄14年（1701年）、上賀茂村大田神社前岡本采女家借家、元禄16年（1703年）には烏丸通下長者町下ル中院家邸（現護王神社）、その後も高倉通二条、油小路通下長者町上ル町、北野等、京都各地を転々とした後、享保元年（1716年）7月23日、江戸に詰めていた松平信庸に請われる形で京都を離れた。8月6日巣鴨の同藩下屋敷に到着、飯田町坂下今川民部公屋敷裏を住居とした。
享保11年（1726年）秋、下谷和泉橋（千代田区神田和泉町辺）に私塾明倫堂を設立した。
享保末年、喘息を発し、京都に退居した。明倫堂は始め下谷御徒町二長町の為之丞宅に移す予定だったが、門下川田雄琴に跡を継がせることとなった。川田は同年中江藤樹とも所縁のある伊予大洲藩に取り立てられており、明倫堂は大洲の地への移転を目指すこととなった。
元文4年（1739年）11月、代々の墓がある建仁寺両足院に父母の墓を建て、翌月その背後二本の杉の下に自らの墓も建て、「垂乳根に還へすこの身をおくつきの徴とぞ見る杉の二本」「契り置く玉の在り処をこゝと見よ骸はいづくの土となるとも」の二首を刻した。寛保4年（1744年）危篤となり、1月23日、24日未の刻「寛保四年子正月廿五日三輪希賢死」と自書、翌日寅の刻に息を引き取った。
大正13年（1924年）2月11日、正五位を贈位された。

## 家族
本姓は大和国式上郡三輪神社神職大神氏。三輪高市麻呂より23代目三輪主水の次男親房が文安2年（1445年）美濃国不破郡関ヶ原に移住し、関ヶ原三輪家を興した。一族からは、関ヶ原の戦いで小西行長を捕縛した三輪林蔵主、臨済僧至道無難等が出た。戦後は付近を流れる河川に因み相川（合川）姓を名乗った。執斎は儒教の祖先崇拝の影響から、本姓の三輪を名乗った。
- 父：沢村自三（元和8年（1622年） - 天和元年（1681年）9月19日） - 幼名は乙若、諱は親重、通称は次郎三郎。父は道悦居士、母は大村彦太郎の父、大村孫右衛門の妹。
- 義母：山田氏
  - 義兄：東溟惟深（正保4年（1647年） - 宝永5年（1708年）9月2日） - 号に英適、普蔵主、憲首座、東溟。妙心寺首座。常陸国行方郡潮来村長勝寺、京都吉田神恩院住職を歴任した。
- 母：都次（慶安元年（1648年） - 延宝7年（1679年）3月8日） - 大和国広瀬郡箸尾村出身。箸尾高春の孫に当たる。没年は延宝2年（1677年）とするものもあるが誤り。
- 義母
  - 義妹：乙女（延宝元年（1673年） - 元禄12年（1699年）3月10日） - 九条家家臣戸田左兵衛尉久寛妻。
- 先妻：小野氏
  - 無子
- 後妻：久住氏
  - 長男：夭逝
  - 長男：孝（元禄16年7月9日 - ） - 通称は新二郎、熊之丞。
  - 次男：友（宝永2年12月5日 - ） - 通称は文之丞。幕臣脇坂家養子。
  - 三男：睦 - 通称は為之丞。徒士組頭に就任し、以降代々世襲した。
  - 四男：谷田部式部盛基（正徳2年5月14日 - 明和元年7月10日） - 初名は伝弥、通称は伝之丞、伊織。三嶋大社神職谷田部家養子。
  - 五男：大村彦太郎勝全（正徳3年10月15日 - ） - 幼名は五郎。三代目大村彦太郎道節の養子で、四代目大村彦太郎。
  - 六男：三木広全（享保4年1月11日 - ） - 幼名は六郎、初名は恤。大村彦左衛門と名乗った後、御香宮神社神職三木家養子。
  - 長女：お直 （宝永5年8月6日 - 寛保元年8月7日）- 幼名お岩。細井藤十郎安之妻。
  - 次女：お兼（正徳5年10月29日 - ） - 渡辺寿真正英妻。
  - 三女：お信（享保4年（1719年）1月11日 - 享保8年（1723年））